# Estância (microregio)
Estância is een van de 13 microregio's van de Braziliaanse deelstaat Sergipe. Zij ligt in de mesoregio Leste Sergipano en grenst aan de microregio's Aracaju, Agreste de Itabaiana, Agreste de Lagarto, Boquim en Entre Rios (BA). De microregio heeft een oppervlakte van ca. 2.055 km². In 2006 werd het inwoneraantal geschat op 121.720.
Vier gemeenten behoren tot deze microregio:
- Estância
- Indiaroba
- Itaporanga d'Ajuda
- Santa Luzia do Itanhy

Mesoregio's: Agreste Sergipano · Leste Sergipano · Sertão Sergipano

Microregio's: Agreste de Itabaiana · Agreste de Lagarto · Aracaju · Baixo Cotinguiba · Boquim · Carira · Cotinguiba · Estância · Japaratuba · Nossa Senhora das Dores · Propriá · Tobias Barreto · Sergipana do Sertão do São Francisco